# María Lionza (estatua)
María Lionza es una estatua monumental situada en el campus de la Ciudad Universitaria de la Universidad Central, en la ciudad de Caracas. Representa a la diosa María Lionza montando un tapir. Está ubicada entre los carriles de la autopista Francisco Fajardo. El original, que actualmente se encuentra en una bodega universitaria, fue creado por Alejandro Colina en 1951 para sentarse afuera del estadio de los Juegos Bolivarianos de ese año. La versión de la autopista Francisco Fajardo la realizó Silvestre Chacón en 2004; el reemplazo ha recibido reacciones negativas y su construcción dañó el original.
Colina a menudo representaba figuras indígenas como María Lionza, y se dice que es su escultura más famosa. En la estatua, la diosa se muestra desnuda, lo que es inusual para las representaciones de ella. Sin embargo, la estatua y sus versiones son adoradas por sus seguidores.

## Contexto

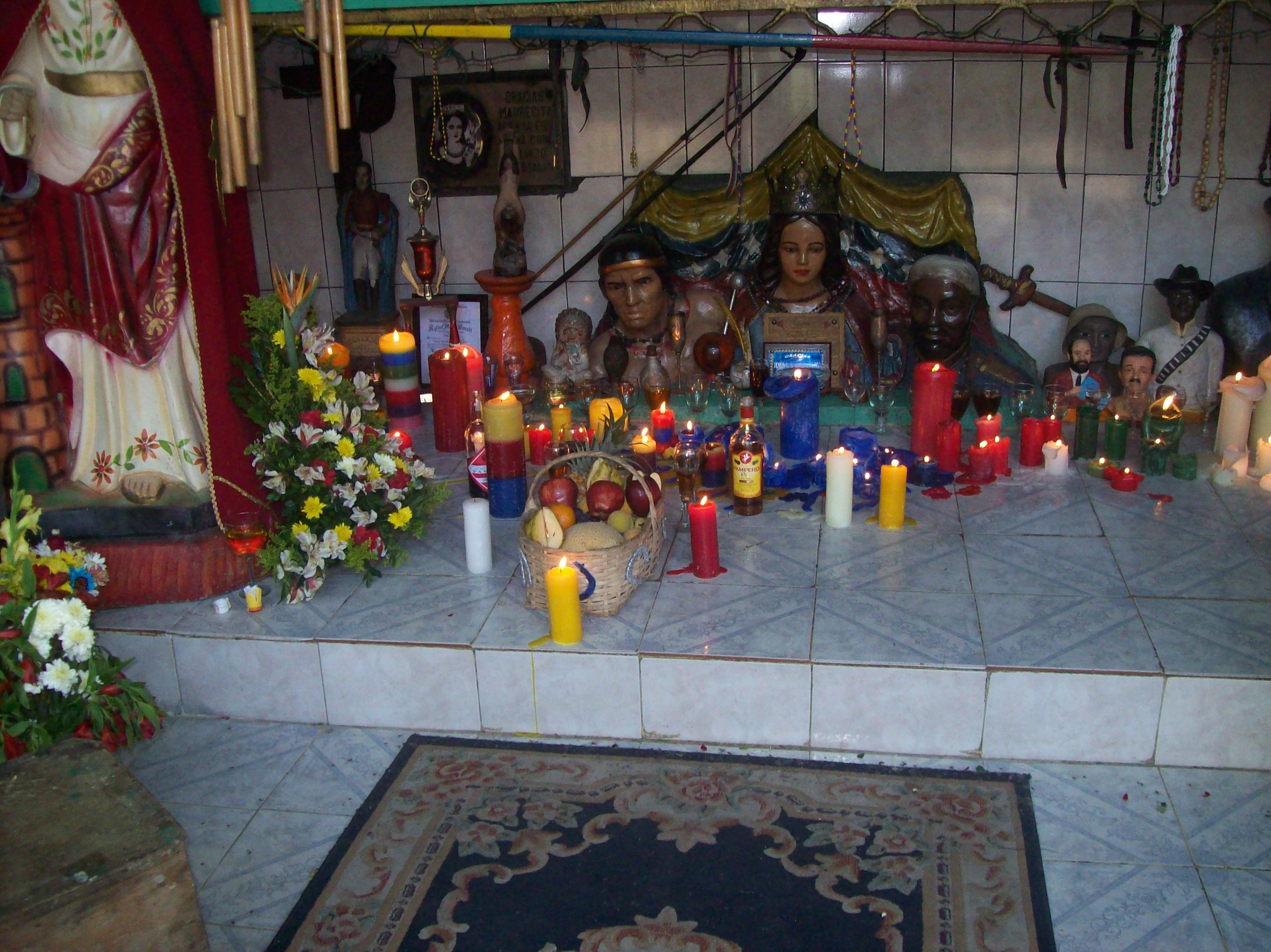
Un altar a María Lionza; se la representa centralmente como una reina mestiza.

La estatua es de la diosa venezolana María Lionza, figura de culto y diosa de la naturaleza de Yaracuy. El artista Alejandro Colina realizó muchas esculturas basadas en el folclore indígena. En la década de 1920 pasó ocho años viviendo en algunas de las comunidades indígenas del occidente de Venezuela, y luego optó por representar la iconografía relacionada en sus esculturas monumentales. Según el folclorista venezolano Gilberto Antolínez, en la década de 1940 Colina también participó en un movimiento para mitificar a María Lionza. Antolínez recordó: “En 1939 creamos un movimiento social destinado a exaltar los valores ancestrales de Venezuela. Yo mismo, el escultor Alejandro Colina y el arquitecto Hermes Romero nos juntamos en un grupo [... ] Organizamos una serie de conferencias y eventos divulgativos y [...] aprovechamos tales ocasiones para 'mitificar' a María Lionza, tanto en su leyenda como en la escultura que hoy se yergue sobre la vía principal de Caracas".
El antropólogo social Roger Canals, quien dirigió la película de 2016 Una diosa en movimiento: María Lionza en Barcelona, señaló que en el culto religioso de María Lionza, tradicionalmente no se usaban ídolos, sino que la mayor parte del culto se producía en lugares naturales hasta principios del siglo XX. Los seguidores de María Lionza crecieron en número en la década de 1950, por lo que aumentaron sus representaciones en los rituales y en los altares. Aunque estas varían, las más comunes son la de su rostro, que muestra a una reina mestiza de piel clara, o una imagen basada en la estatua de Colina, que representa a una indígena venezolana.

## Construcción y ubicación

### Estadio Olímpico

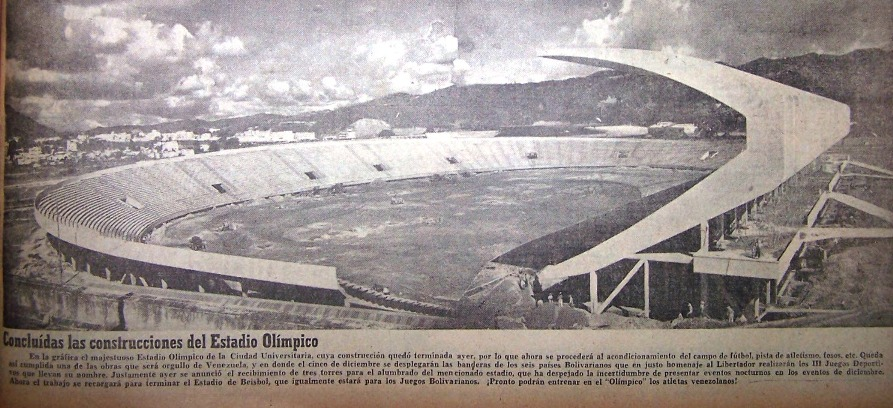
El Estadio Olímpico recién terminado al comienzo de los Juegos Bolivarianos de 1951.

La estatua monumental se colocó originalmente en las afueras del Estadio Olímpico de la Universidad Central de Venezuela (UCV) para los Juegos Bolivarianos de 1951 ; durante estos, la llama olímpica se sostuvo en la pelvis en la parte superior de la estatua. Hay otra estatua monumental, El Atleta (1951) de Francisco Narváez , que también se encuentra junto al Estadio Olímpico. A diferencia de las demás obras de arte de la universidad, que formaron parte del movimiento modernista Síntesis de las Artes bajo el diseño del arquitecto Carlos Raúl Villanueva, la estatua de María Lionza fue encargada por el dictador Marcos Pérez Jiménez, quien quería convertirla en un símbolo de Venezuela.

### Autopista Francisco Fajardo

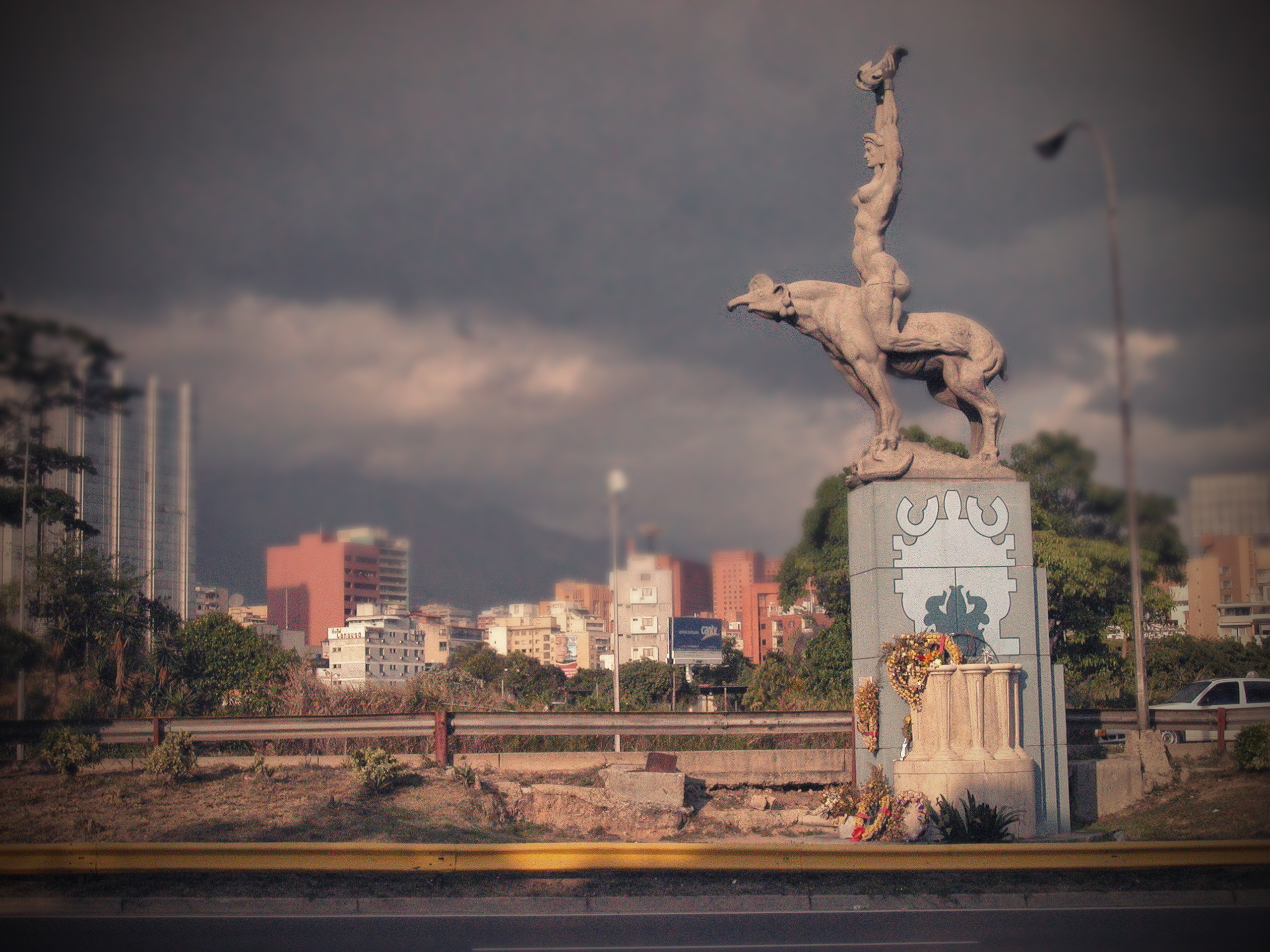
La réplica junto a la carretera en 2006

En los años posteriores a los Juegos Bolivarianos, con la expansión de la ciudad, se amplió el sistema vial y la nueva autopista Francisco Fajardo pasaba muy cerca del recinto cerca del estadio. En 1953, la estatua se trasladó una corta distancia a su ubicación destacada en la carretera. La universidad había estado pidiendo que se elimine, consciente del creciente estatus de culto de María Lionza y temiendo que sus seguidores comenzaran a realizar rituales en los terrenos del campus. Pérez Jiménez compartió la preocupación: aunque la había elevado a un símbolo nacional, su dictadura siguió a la Iglesia Católica y persiguió duramente a otros sistemas de creencias bajo una ley promulgada contra el paganismo. Como no quería que el símbolo de María Lionza se convirtiera en un ícono de un culto religioso, ordenó que la estatua fuera trasladada a lo que se creía un lugar inaccesible y peligroso, entre carriles en la divisoria central de la transitada carretera. The Guardian informó en 2019 que, si bien la Iglesia Católica de Venezuela aún desaprueba la religión indígena, "hace mucho tiempo que abandonó sus intentos de suprimirla".
Aunque se encuentra en las afueras de la universidad, la estatua generalmente se ve como parte de los alrededores del campus. Está bajo la autoridad de la universidad y está protegido como parte del campus Patrimonio de la Humanidad.
En octubre de 2022 fue hurtada y trasladada al estado Yaracuy por fanáticos religiosos con el amparo de la dictadura de Nicolás Maduro, tema cuya controversia todavía es debatida, aunque es muy probable que no sea devuelta a la universidad.

## Apariencia

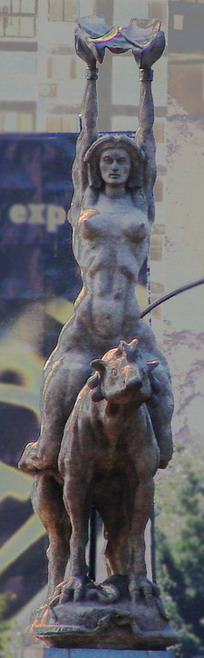
Detalle frontal en 2007

La estatua representa a la diosa de la fertilidad indígena venezolana María Lionza desnuda y sosteniendo la pelvis de una mujer con ambas manos por encima de su cabeza mientras monta a horcajadas sobre un tapir que se para sobre una serpiente. La estatua de piedra falsa mide 5,9 × 1,2 × 3,74 metros, excluyendo el pedestal. Seguidores de María Lionza creen que Colina no creó artísticamente la imagen de la diosa sobre el tapir para la estatua, sino que "tuvo una visión" de ella en esta posición y, "durante la visión, la diosa le dio la misión de creando una estatua reproduciendo su apariencia".
La profesora de estudios Chicana/o y etnóloga María Herrera-Sobek explica que la estatua se basa en la identidad ' Yara ' de la diosa (a quien se conoce con diferentes nombres con diferentes historias), que representa la fertilidad. Hablando de la iconografía de la estatua, escribió que la representación desnuda y montando el tapir "representa la fuerza y el coraje femeninos, la esencia de una mujer guerrera".
Canals escribió que otras representaciones de María Lionza, las que se usan en rituales públicos y, a menudo, están hechas de maniquíes, generalmente están completamente vestidas y se les da mucho maquillaje y un peinado cuidadoso. Dijo que estas representaciones vestidas están diseñadas para enfatizar la sexualidad de María Lionza y hacerla parecer una princesa de cuento de hadas, contrastándolas con la estatua de Colina. Según él, la estatua es más sensual y erótica que las representaciones de María Lionza como la reina mestiza, debido a la desnudez, y deliberadamente contrasta lo femenino de María Lionza con lo masculino representado por el tapir, pero aún muestra "una mujer con un cara seria, un cuerpo atlético con piernas poderosas y brazos fuertes".

## Réplica

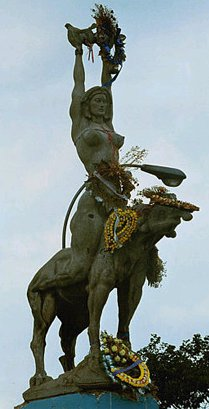
La estatua en 2003, decorada con homenajes.

La obra está protegida por la comisión de arte de la universidad para el Patrimonio de la Humanidad del campus de la Ciudad Universitaria de Caracas. En 2004, el Ayuntamiento de Caracas encargó una réplica para proteger la estatua original. La réplica fue realizada por Silvestre Chacón. Sin embargo, durante el proceso de fundición de la réplica, el original resultó significativamente dañado; desde entonces ha sido reparado por el restaurador Fernando de Tovar, quien calificó la réplica de "ridícula". A pesar de la reparación y los llamados para volver a exhibir el original, aún se mantiene bajo llave en un taller de la UCV. El proyecto Bienes Institucionales y Monumentos de Venezuela escribió que las objeciones al reemplazo sugieren que debido a que la estatua original es la que tiene valor patrimonial, es la que el público debería poder apreciar. Los seguidores de María Lionza también debaten los beneficios de devolver la estatua a su ubicación original en el recinto; a algunos miembros de la universidad y del gobierno les gustaría mover la estatua más lejos del centro de la ciudad. Otra réplica fue instalada en Chivacoa, cerca de la montaña Sorte, hogar espiritual de la religión, en 2006.

## Legado
La estatua se convirtió rápidamente en un ícono de Caracas, impresionando tanto a la élite de la ciudad y sus círculos artísticos, como a los seguidores de María Lionza. Los seguidores comenzaron a dejar tributos en la estatua en la década de 1960, y se hacen muchas copias en miniatura para colocarlas en los altares. Incluso como réplica, todavía recibe muchos homenajes: en 2012, Herrera-Sobek escribió que "no pasa un día sin velas encendidas y flores que aparecen en la parte inferior de la escultura", aunque es peligroso colocarlas allí debido a la concurrida carretera.
Al hablar de las réplicas en miniatura creadas por los seguidores de María Lionza, Canals dijo que estos ídolos son menos detallados pero también más eróticos, lo que explicó es parte de un proceso de sexualización de la diosa (realizado al exagerar los rasgos típicamente femeninos) que se observa en muchos cultos religiosos. También se les pone ropa en algunos casos por respeto a lo divino, aunque Canals escribe que esto reconoce explícitamente la naturaleza sexual al envolverla.
En la cultura popular, la estatua ha sido inspiración para obras literarias. En la década de 1990, la estatua fue utilizada como portada de una serie de colecciones de poesía llamada La Diosa, y cada edición contenía una dedicatoria a María Lionza y "su metáfora: una reina, desnuda, exuberante, que vaga por el campo montada en un tapir". La estatua también forma un importante punto simbólico de la trama en la novela de Margaret Mascarenhas de 2009 La desaparición de Irene Dos Santos.
En 2001, fue la inspiración del poema de "El hueso pélvico" de Yolanda Pantin; en el poema, el narrador viaja a Caracas para una protesta y ve la estatua. La imagen de la pelvis, su "característica más notable", permanece en la mente del narrador y el poema continúa dirigiéndose directamente a la estatua. En su libro, los expertos en Venezuela David Smilde y Daniel Hellinger escriben que, en el poema de Pantin, se ve que la estatua representa a María Lionza como la madre de la nación, y la pelvis representa su nacimiento simbólico. También señalan que el narrador no es creyente en términos de María Lionza, pero aun así se siente atraído por la estatua y se refiere a ella con familiaridad, además de hablar colectivamente, lo que sugiere que todos los venezolanos la ven como su diosa y un símbolo. de esperanza en una nación rota. Esta imaginería se reitera más adelante en el poema con un rayo de luz que brilla a través de la pelvis hacia los manifestantes.